# Tokyo
Tokyo (japanska: 東京?, Tōkyō info, [to:kjo:]), officiellt 東京都 (Tōkyō-to; "Tokyo prefektur"), är belägen i Kantōregionen på östra Honshū vid Sumidaflodens mynning i Tokyobukten, och är huvudstad i Japan (enligt artikel 2 i 1956 års lag om konsolidering av huvudstadsområde; japanska: 首都圏整備法), med säte för Japans parlament såväl som den kejserliga familjen, och den folkrikaste staden i världen, med mer än 37,7 miljoner i ett tätbebyggt område av 8231 km² (=cirka tre fjärdedelar av Skånes yta), varav dock endast 2194 km² utgörs av Tokyo prefektur, per 2022 års beräkning av Demographia. Tokyo är dessutom hemvist för samtliga största japanska medieföretag med tidningar och TV-kanaler men även internationellt aktiva japanska företag som Sony, Mitsubishi och Honda.

## Historia

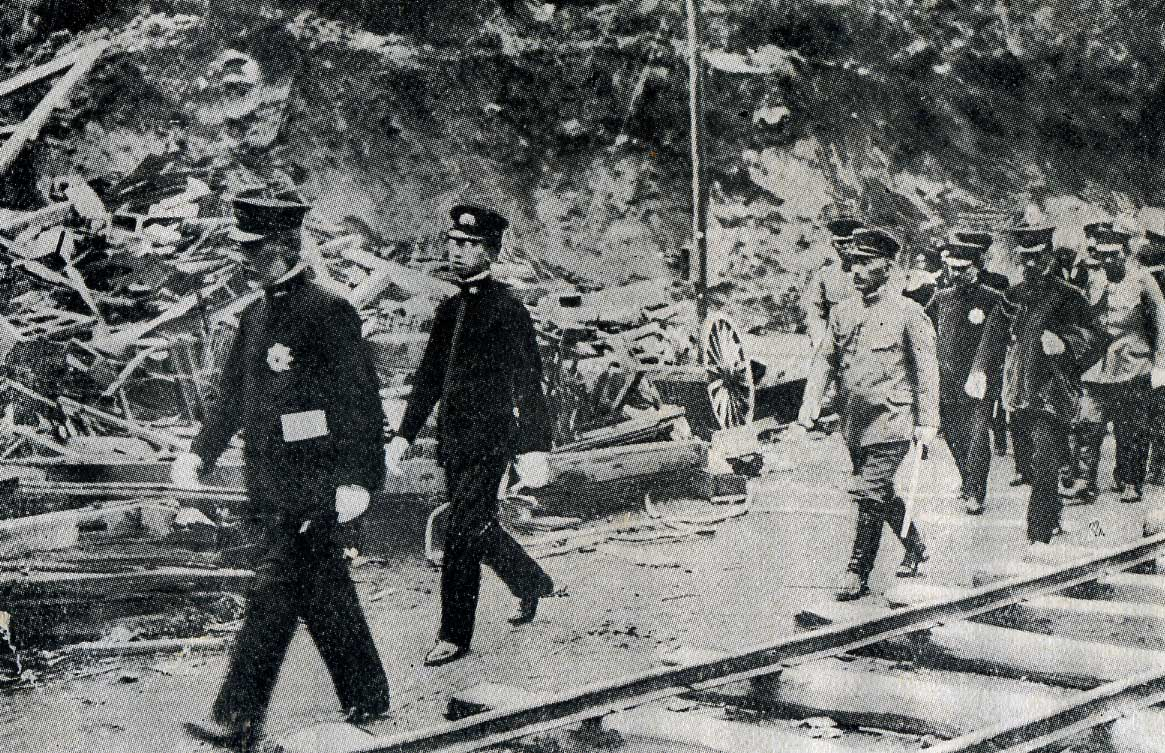
Kronprins Hirohito inspekterar förödelsen efter den Stora Kanto-jordbävningen.

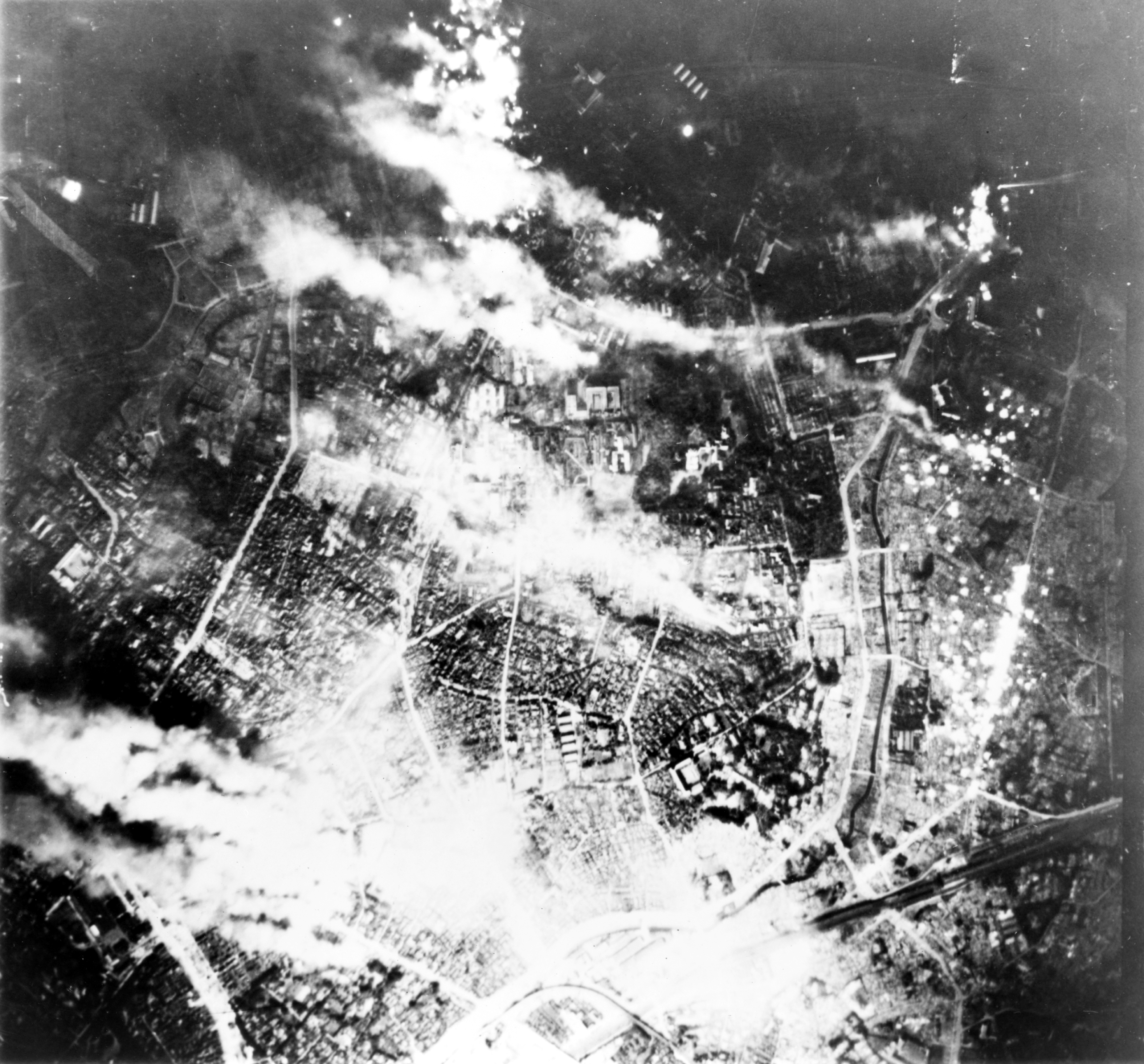
Brandbomber över Tokyo i maj 1945.

Staden Edo, sedermera Tokyo, började växa på allvar i samband med att det byggdes ett slott där 1457, även om det fanns viss bebyggelse tidigare. När Tokugawashogunatet skapades 1603 blev Edo dess regeringsstad, även om kejsaren bodde kvar i Kyoto, som fortsatte att vara formell huvudstad. Efter shogunatets fall 1868 beordrade kejsaren att Edo skulle byta namn till Tokyo (med betydelsen "östra huvudstaden") som nu tog över som formell huvudstad från Kyoto (som blev känd som 西京, Saikyo, "västra huvudstaden"). Den 1 september 1923 klockan 11:58 lokal tid drabbades Tokyo av den så kallade Stora Kanto-jordbävningen som dödade mellan hundratusen och 143 000 människor. Trots katastrofen byggdes staden upp igen, och befolkningen växte stadigt före andra världskriget.
Den 18 april 1942 inleddes bombningen av Tokyo som dödade ett hundratusental människor och gjorde mer än en miljon hemlösa. Efter krigsslutet 1945 placerade de allierade sitt ockupationskontor i den sönderbombade staden, som började att byggas upp igen snabbt tack vare amerikansk hjälp.
Tokyo var värdstad för de olympiska sommarspelen 1964. Under 1970-talet ökade befolkningen drastiskt då många arbetare lämnade landsbygden för att flytta in till staden. Detta tillsammans med den snabbt växande ekonomin gjorde Tokyo till en världsstad, men lade även grunden för den ekonomiska bubbla som skulle spricka i slutet av 1980-talet.

### Tokyo stad
1889–1943 fanns en stad vid namn Tokyo (japanska: 東京市?, Tokyo-shi) motsvarade i stort sett nuvarande staden med 23 särskilda stadsdelskommuner. Staden Tokyo var indelad i 35 självstyrande områden som omvandlades till nuvarande 23 efter andra världskriget.

## Administrativ indelning
Prefekturens administrativa indelning skiljer sig mellan de olika delarna av prefekturen. Den östra delen av prefekturen är indelad i 23 stadsdelskommuner (ku), dessa ligger i det som tidigare var Tokyo stad och det är ofta dessa man avser med Tokyo.
Den västra delen av prefekturen, ofta kallad Tamaområdet, består av 26 städer (japanska: 市?, shi) , tre köpingar (japanska: 町?, machi) och en by (japanska: 村?, mura). Köpingarna och byn tillhör ett distrikt  (japanska: 郡?, gun), men detta har ingen egentlig administrativ funktion utan fungerar i huvudsak som postadressområde.. 
Till prefekturen hör också två ögrupper i Stilla havet söder om staden: Izuöarna (som ligger nästan parallellt med Izuhalvön) och Ogasawaraöarna som sträcker sig mer än tusen kilometer från fastlandsdelen av Japan. Ögrupperna är indelad i fyra subprefekturer (japanska: 支庁?, shichō) som i sin tur är indelade i totalt två köpingar och sju byar.

### Staden Tokyo
Det område som normalt räknas som Tokyo "stad" är uppdelat i 23 stadsdelskommuner (特別区, tokubetsu-ku; engelska: special ward), alla med sina egna borgmästare och beslutande församlingar, som dock lyder under regeringen för Tokyo prefektur, Tōkyōto-chō, på engelska "Tokyo Metropolitan Government":
- Adachi
- Arakawa
- Bunkyō
- Chiyoda
- Chūō
- Edogawa
- Itabashi
- Katsushika
- Kita
- Kōtō
- Meguro
- Minato
- Nakano
- Nerima
- Ōta
- Setagaya
- Shibuya
- Shinagawa
- Shinjuku
- Suginami
- Sumida
- Taitō
- Toshima

### Tama i västra Tokyo
Väster om de 23 stadsdelskommunerna består Tokyo prefektur av 26 städer och fyra kommuner, varav de flesta fungerar som bostadsförorter för många av arbetarna i centrala Tokyo och går under samlingsnamnet Tama eller Västra Tokyo.
De 26 städerna i västra Tokyo (Tama-området) är:

- Akiruno
- Akishima
- Chōfu
- Fuchū
- Fussa
- Hachiōji
- Hamura
- Higashikurume
- Higashimurayama
- Higashiyamato
- Hino
- Inagi
- Kiyose
- Kodaira
- Koganei
- Kokubunji
- Komae
- Kunitachi
- Machida
- Mitaka
- Musashimurayama
- Musashino
- Nishitōkyō
- Ōme
- Tachikawa
- Tama

Ett distrikt med fyra kommuner:
- Nishitama (西多摩郡, Nishitama-gun) : Okutama, Mizuho, Hinode, Hinohara

### Öområdena

Tokyo prefektur (öområdena inte med på kartan)

- Hachiyo (八丈支庁, Hachiyo-shichō)

subprefektur, Hachijō-jima, Aoga-shima, samt de obebodda öarna Tori-shima, Sumisutō (Smith Island), Beyonesu retsugan (Bayonaise Rocks) och Sofugan (Lot's Wife)
- Miyake (三宅支庁,  Miyake-shichō)

subprefektur, Miyake-jima, Mikura-jima
- Ogasawaraöarna (小笠原支庁, Ogasawara-shichō)

subprefektur, inkluderar sex öområden
- Oshima (大島支庁, Ōshima-shichō)

subprefektur, inkluderar tolv öområden

## Klimat
Tokyo har ett fuktigt subtropiskt klimat med heta, fuktiga somrar och milda vintrar. Stadens läge vid Stilla havet ger den ett mildare klimat än övriga länder på samma latitud. Den genomsnittliga nederbörden är 1380 mm per år, varav det mesta faller på sommaren. Vintrarna är relativt milda, snö är ovanligt men något snöfall inträffar nästan varje år. Den lägsta medeltemperaturen är mellan 5 och 6 °C i januari och februari. Å andra sidan är somrarna varma (medel 26 °C, men ofta över 30 °C) och mycket fuktiga. Två årliga regnperioder (tsuyu) präglas av tyfoner som medför stora regnmängder och hårda vindar. Man har uppmätt vindar på nästan 40 m/s och 70 mm regn på en timme.

## Demografi
Som en världsstad, med knappt 10 miljoner invånare inom de 23 stadsdelskommunerna, ökar befolkningen under dagarna med 2,5 miljoner människor när människor pendlar in till staden från omgivande områden. Extra tydligt är detta i de mest centrala distrikten, Chiyoda, Chūō och Minato, vars sammanlagda befolkning är cirka 500 000 nattetid men mer än två miljoner under dagarna.
| Efter område1                                             | Tokyo prefektur Stadsdelskommunerna Tama-området Öarna         | 14,0 miljoner 9,7 miljoner 4,3 miljoner 23 700                     |
| Efter ålder²                                              | Unga (0-14 år) Arbetande (15-64 år) Pensionärer (mer än 65 år) | 1,433 miljoner (12%) 8,507 miljoner (71,4%) 2,057 miljoner (16,6%) |
| Efter tidpunkt³                                           | Dag Natt                                                       | 14,667 miljoner 12,017 miljoner                                    |
| Efter nationalitet                                        | Utländska medborgare                                           | 353 8264                                                           |
| 1 1 okt 2022. ² 1 januari 2003. ³ 2000. 4 1 januari 2005. |                                                                |                                                                    |

2005 var de fem vanligaste utländska nationaliteterna bosatta i Tokyo kineser (123 661), koreaner (106 697), filippiner (31 077), amerikaner (18 848) och britter (7 696).
Folkräkningen 1889 visade att 1 389 600 bodde i Tokyo stad, Japans största stad vid den tiden.

## Ekonomi

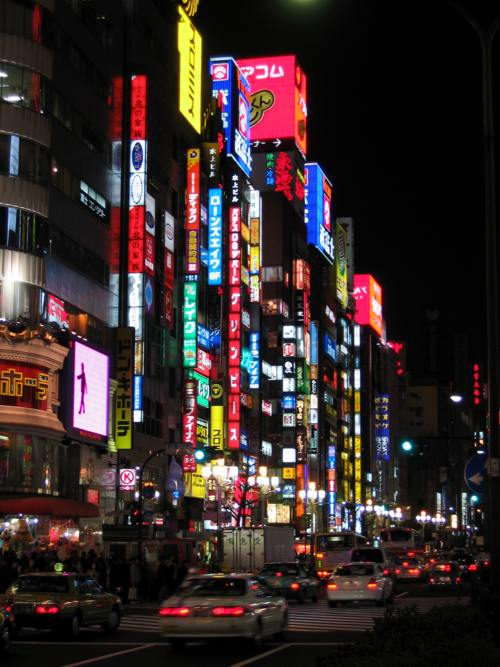
Neonskyltar på Yasukuni-dori i Shinjuku, Tokyo.

Tokyo är Japans samt världens största ekonomiska center . De flesta av Japans bank-, försäkrings-, finans-, medie- och telekommunikationsföretag har sina huvudkontor här. Trots att Japan fortfarande inte helt återhämtat sig efter bankkrisen i slutet av åttiotalet är Tokyo en av de ledande ekonomiska motorerna i Asien.

### Företag med huvudkontor i Tokyo
| - All Nippon Airways - Casio - Fujitsu - Honda - Japan Airlines - JFE Group - JR Higashi Nihon ("JR East") - Keio Electric Railway - Mitsubishi - Mitsui - Mitsukoshi - Mizuho Financial Group - Nomura Group | - NTT - Odakyu - Resona - SEGA - Sojitz - Sony - Sumitomo - Tokio Marine and Fire Insurance - Tokyu - Toshiba |

## Utbildning
Tokyo har ett stort antal olika universitet och högskolor, bland andra:
- Tokyos universitet
- Meijiuniversitetet
- Keiouniversitetet
- Wasedauniversitetet
- Showauniversitetet
- Chuouniversitetet
- Rikkyouniversitetet
- Hoseiuniversitetet
- Tohouniversitetet

## Stadsbild och turism

Skyskrapor i Shinjuku med Mt. Fuji i bakgrunden.

Staden har många skyskrapor som till antalet är fler än i New York men som till skillnad från Manhattan inte är samlade på ett ställe utan sporadiskt utspridda över staden. Tokyo har flera parker, bland andra Uenoparken och Shinjuku Gyoen som på vårkanten är populära platser att beskåda körsbärsträdens blomning på. 

### Kända områden
Till Tokyos mer kända stadsdelar eller distrikt hör affärsdistriktet Ginza i Chūō, teknikstaden Akihabara och Asakusa i Taito, det sistnämnda präglas av små, smala gatustumpar. Här finns mycket av den låga stadsbebyggelsen från det äldre Tokyos inre, fattigare delar (shitamachi) fortfarande kvar. För mode och ungdomskultur är Shibuya, Harajuku och Shinjuku intressanta områden. Andra kända stadsdelar och områden i Tokyo är Roppongi, Ikebukuro, Akasaka, Odaiba, Ebisu, Ueno och Daikinyama.

### Utmärkande byggnader
Tokyos nya landmärke är Tokyo Skytree, färdigbyggd 22 maj 2012 och då den näst högsta byggnaden (efter Burj Khalifa i Dubai). Tornet har bland annat två utkiksdäck och är ett av stadens största besöksmål bland turister. Bland skyskrapor kan nämnas Tokyo Metropolitan Government Building med för allmänheten gratis utkiksplatser i båda skyskraporna, Sunshine 60 i Ikebukuro och Roppongi Hills. De högsta byggnaderna är:

| Rank | Byggnad                                | Höjd (m) | Våningar | Byggd |
| ---- | -------------------------------------- | -------- | -------- | ----- |
| 1    | Tokyo Skytree                          | 634      |          | 2012  |
| 2    | Tokyo Tower                            | 332,6    | 6        | 1958  |
| 3    | Tokyo Midtown                          | 248.1    | 54       | 2007  |
| 4    | Tokyo Metropolitan Government Building | 242,9    | 48       | 1991  |
| 5    | NTT DoCoMo Yoyogi Building             | 239,9    | 27       | 2000  |
| 6    | Sunshine 60                            | 239,7    | 60       | 1978  |

Rainbow Bridge, till de av människor byggda öarna Odaiba, är stadens kanske mest kända bro.
I Tokyo finns det även många shintohelgedomar, jinja och buddhisttempel, bland annat Meiji, Sensoji (buddhistiskt), Kōkyo, Yasukuni Jinja och Tsukiji Hongan-ji (buddhistiskt).

## Sport

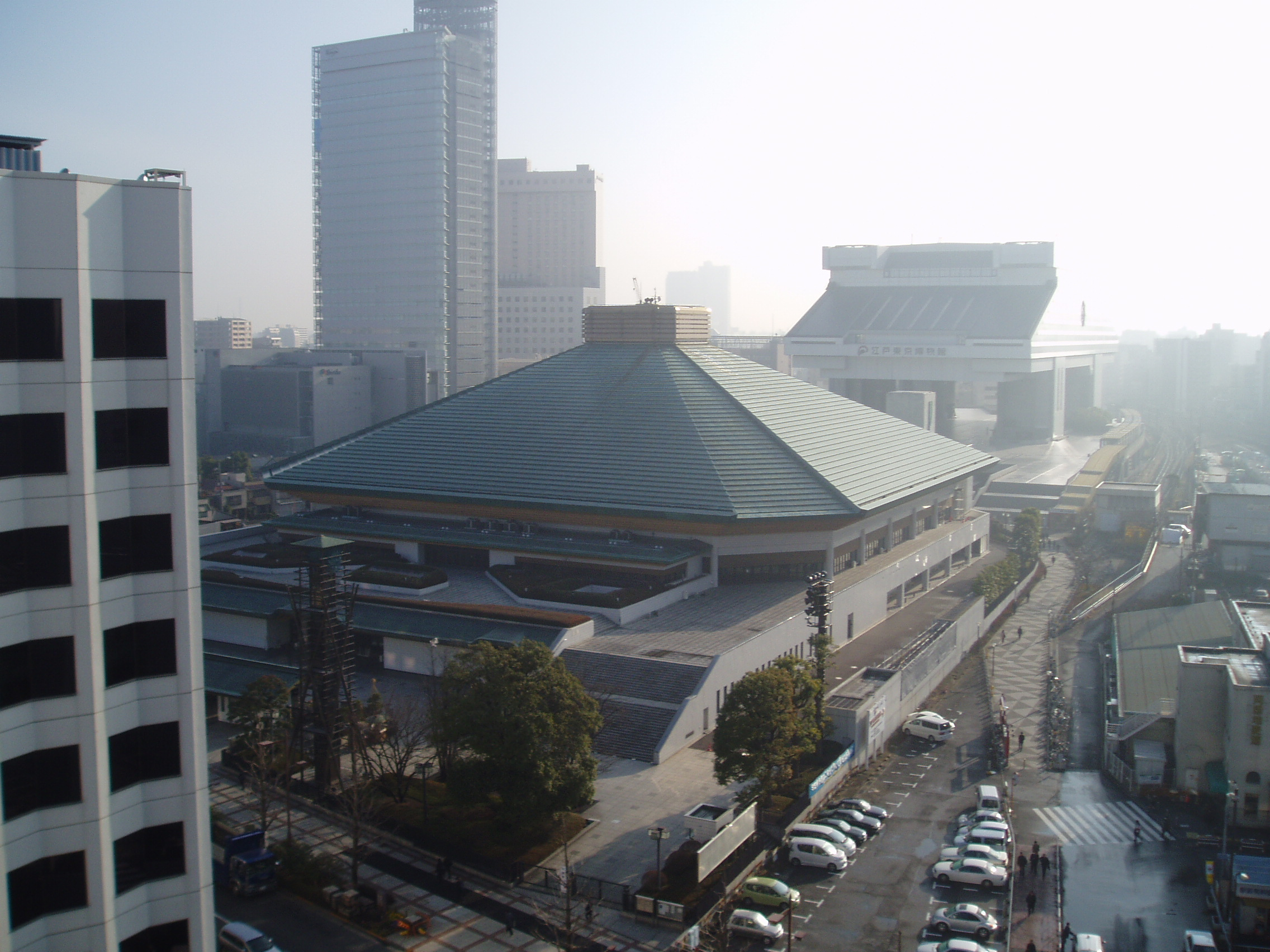
Ryōgoku Kokugikan.

Tokyo var värd för olympiska sommarspelen 1964 och 2021. Sumobrottning är en känd sport. Den största arenan är Ryōgoku Kokugikan, öppnad i januari 1985 och med en kapacitet av trettontusen åskådare.

### Idrottslag

#### Fotboll
- FC Tokyo
- Tokyo Verdy 1969
- Sagawa Express Tokyo S.C.
- Yokogawa Musashino F.C.

#### Baseball
- Yomiuri Giants
- Tokyo Yakult Swallows

#### Ishockey
- Seibu Prince Rabbits

#### Basket
- Tokyo Apache

#### Volleyboll
- NEC Blue Rockets

#### Rugby
- Ricoh Black Rams
- Suntory Sungoliath
- Toshiba Brave Lupus

## Kommunikationer

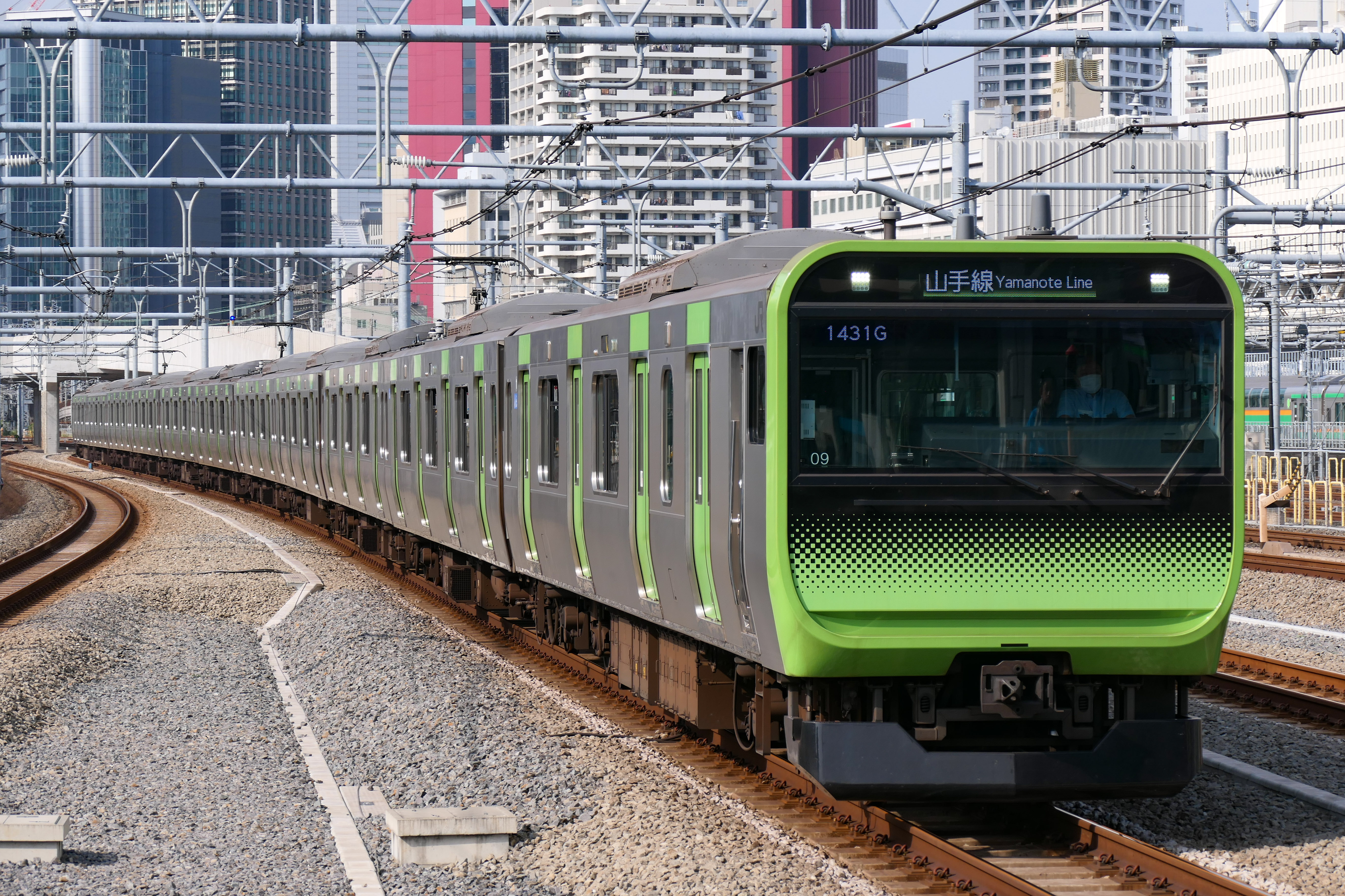
Ett pendeltåg på Yamanote-ringlinjen.

### Lokal- och regionaltrafik
Tokyos tunnelbana och ytterligare omkring sjuttio tåglinjer utgör det huvudsakliga transportnätet i Tokyo prefektur. Av dem trafikeras 23 av JR. Övriga större operatörer är Keikyu, Keio, Keisei, Odakyu, Seibu, Tobu, Tokyu. En enda spårvagnslinje finns kvar, Toden Arakawa mellan Waseda och Minowabashi.
Stora stationer är Tokyo station och Shinjuku.  Även stationerna i Ueno, Ikebukuro och Shinagawa är viktiga noder i trafiknätet.
Utöver tåg och tunnelbana finns automatbanor, monorail, bussar och båtar.

### Interregional och internationell trafik
Tokyo är navet för Japans inrikes- och utrikestrafik för tåg-, väg- och flygtransport. I Ōta finns Tokyos internationella flygplats ("Haneda") som främst har inrikesflyg. Utanför Tokyo ligger Naritas internationella flygplats, i Narita, Chiba prefektur.
Två Shinkansen-linjer utgår från Tokyo station i Chiyoda. Linjen norrut, Tohoku med genomgående tåg till Joetsu, Hokuriku, Yamagata, Akita Shinkansen och Hokkaido Shinkansen, stannar även på Ueno station i Taito. Linjen västerut, Tokaido Shinkansen, stannar även på Shinagawa station i Minato.